# Julien Rouland
Pour les articles homonymes, voir Rouland.
Gustave André Julien Rouland, né le 27 juin 1860 à Paris où il est mort le 1er février 1937, est un avocat et homme politique français.

## Biographie
Il est le fils de Hippolyte Rouland et le petit-fils de Gustave Rouland.
Après avoir terminé son droit, il se fait inscrire au barreau de Paris et est secrétaire de Henri Limbourg, ancien préfet de la Seine-Inférieure, et de Amédée Renault-Morlière, député républicain de la Mayenne.
Il meurt à son domicile parisien, no 2 avenue Marceau. Ses obsèques sont célébrées dans l'église de Bertreville-Saint-Ouen.

## Mandats
- Maire de Bertreville-Saint-Ouen : 1891 à 1937
- Conseiller général du canton d'Yvetot de la Seine-Inférieure : 1892 à 1937
- Vice-président du Conseil général de la Seine-Inférieure
- Député de la Seine-Inférieure dans la 2e circonscription de Dieppe : 1898 à 1906
- Sénateur de la Seine-Inférieure : 1912 à 1927

## Distinctions
- Chevalier de la Légion d'honneur (10 août 1928)[3].

## Sources
- « Julien Rouland », dans le Dictionnaire des parlementaires français (1889-1940), sous la direction de Jean Jolly, PUF, 1960 [détail de l’édition]
- « Les élections sénatoriales », Journal de Rouen, no 8,‎ 8 janvier 1920, p. 1 (lire en ligne).